# La vuelta al mundo en 80 días (película de 1988)
La vuelta al mundo en 80 días (Around the World in 80 Days en inglés) es una película de animación de 1988. La trama fue escrita por Leonard Lee tras una adaptación de Alex Nicholas según la obra de Julio Verne, La vuelta al mundo en 80 días, publicada en 1872. La película consta con 48 minutos de duración y emplea las voces de Colin Borgonon, Wallas Eaton y Ross Higgins entre otros, al mismo tiempo imitando el estilo de la producción española de BRB Internacional, La vuelta al mundo de Willy Fog (1983), en su uso de animales antropomórficos en vez de humanos. La película figura música del compositor Simon Walker y fue producida por Roz Phillips para la productora australiana Burbank Films Australia. La vuelta al mundo en 80 días fue estrenada por televisión; sus másteres y derechos de autor se encuentran en la actualidad en el dominio público.

## Reparto original
- Colin Bornogon
- Wallas Eaton
- Ross Higgins
- Scott Higgins
- Juliet Jordan
- Keith Scott